# Möser-Realschule am Westerberg
Die Möser-Realschule am Westerberg wurde im Jahre 1833 gegründet. Heute wird nach den curricularen Vorgaben einer Realschule unterrichtet. Träger der Schule ist die Stadt Osnabrück.

## Die Schule
Die Möser-Realschule Osnabrück Innenstadt war die erste Realschule in Niedersachsen, die einen zweisprachigen Unterricht anbot (bilingualer Unterricht: Englisch). Sie wurde wegen ihres Sprachangebots zur ersten Europaschule der Stadt Osnabrück. Im Laufe der Jahre wurde das Sprachangebot immer wieder erweitert. So haben Schülerinnen und Schüler die Wahl zwischen Französisch oder Russisch als zweite Pflichtfremdsprache. In Arbeitsgemeinschaften werden zeitweise Italienisch, Türkisch und Spanisch angeboten. 
Mit der Errichtung der ersten Schülerfirma MöserWerk am Westerberg und dem Schulsanitätsdienst im Schuljahr 2011/2012 geht die Möser-Realschule neue Wege, des Weiteren ist sie Zentrumsschule für das Deutsche Sprachdiplom. Die Schülerschaft gestaltet aktiv das Schulleben mit und ist integraler Teil der Möser-Gemeinschaft. Seit dem 1. Februar 2013 hat die Schule eine Sprachlernklasse. Schüler mit Migrationshintergrund lernen hier mit spezieller Förderung die deutsche Sprache.

## Geschichte
Zu Beginn des 19. Jahrhunderts besaß Osnabrück außer den beiden Lateinschulen (heute Gymnasium Carolinum und Ratsgymnasium Osnabrück) nur Kirchspielschulen der katholischen und evangelischen Kirche. Als Alternative wurde vom evangelischen Magistrat der Stadt eine zweiklassige Vorschule und eine zweiklassige Hauptschule mit getrennten Geschlechtern in der Stadtmitte errichtet, die zusammen eine vierstufige Anstalt bilden und als ganzes den Namen Bürgerschule trug.

### Königreich Hannover
Am 1. Mai 1833 wurde das neue Schulgebäude am Ledenhof eingeweiht. Die Bürgerschule, in pädagogischer Abgrenzung zu den Gymnasien, war eine der ersten ihrer Art im Königreich Hannover. Dafür stellte die Stadt 15 Lehrer für die 375 Schüler des ersten Jahrgangs ein. Im Jahre 1838 gab die Schulkommission eine gedruckte „Nachricht an das Publikum über den gegenwärtigen Zustand unserer Bürgerschule“ heraus, in der besonders hervorgehoben wurde, dass der ganze Unterricht der Bürgerschule darauf eingestellt sei, die Kinder zur Selbsttätigkeit zu erziehen.

### Deutsches Kaiserreich
Als in Folge der Gründung des Deutschen Reiches 1871 die wirtschaftlichen Verhältnisse einen großen Aufschwung nahmen und die Bevölkerung in Osnabrück rasch wuchs, stieg der Besuch der Schule an. Die Schülerzahl zeigte in den folgenden Jahrzehnten bis nach dem Ersten Weltkrieg parallel mit der Bevölkerungszunahme der Stadt eine steigende Tendenz.
1910 erschienen die „Bestimmungen über die Neuordnung des Schulwesens“. Sie machte die Mittelschule neunstufig und nannte diese Schule die „vollausgestaltete Mittelschule“. Englisch blieb die verbindliche Fremdsprache. Während des Ersten Weltkrieges (1914–1918) gab es keinen Unterricht, die Lehrkräfte wurden zum Militäreinsatz eingezogen. Das Schulgebäude dienten als Lazarett und Kaserne.

### Weimarer Republik
Seit 1920 fiel die Einjährigenprüfung weg, 1927 galten per Erlass des Preußischen Innenministers neue Bestimmungen. Das Schlusszeugnis bescheinigte die mittlere Reife. Bis zum Schulhalbjahr 1926/1927 hieß die Schule Bürgerschule. Die Schülerzahlen stiegen stetig an und machten weitere Schulgründungen erforderlich. Die Schule an der Hakenstraße wurde durch den Stadtrat nach dem berühmten Sohn der Stadt Justus Möser umbenannt in Möser-Mittelschule. Sie führt diesen Namen seit dem 1. Oktober 1927.

### Deutsches Reich
Während des Zweiten Weltkrieges wurde das Dach des Gebäudes an der Hakenstraße zerstört. Der Unterricht wurde weitergeführt. Viele Schüler benachbarter Schulen wurden im Gebäude unterrichtet.

### Bundesrepublik Deutschland
Mit Beginn des Schuljahres 1965/1966 (1. August 1965) wurden in Niedersachsen die Mittelschule in Realschule umbenannt. Die Möser-Mittelschule erhielt ihren Namen Möser-Realschule. Am 1. August 1975 wurde die Orientierungsstufe als neue Schulform in Osnabrück an einzelnen Standorten eingeführt, später geschah dieses flächendeckend. Die Schüler wurden nach der vierten Klasse der Grundschule gemeinsam für zwei Jahre unterrichtet. Anschließend wechselten sie auf eine weiterführende Schule. An der Möser-Realschule wurden 1975 nur noch Schüler der Jahrgänge sieben bis zehn beschult. Die Mädchen zogen in ein Schulgebäude im Stadtteil Wüste und behielten ihren Schulnamen Möser-Realschule II zunächst bei. Die Interimszeit zweier Möser-Realschule endete 1987 mit der Umbenennung der Möser-Realschule II in Erich-Maria-Remarque-Realschule und Möser-Realschule Osnabrück Innenstadt für die ehemals Möser-Realschule I.

### 21. Jahrhundert

Das SOR-SMC-Logo

Mit dem Ende der Orientierungsstufe in Niedersachsen im Jahr 2004 wurden zum neuen Schuljahr Schülerinnen und Schüler des 5. und 6. Jahrgangs aufgenommen. Die Schule umfasst seit dieser Zeit die Klassen 5 – 10 in bis zu drei Jahrgangszügen. Gleichzeitig verlagerte die Stadt Osnabrück den Schulstandort und damit einhergehend erhielt die Schule den Namen Möser-Realschule am Westerberg. Schüler der MINT-AG haben im Schuljahr 2012/2013 ein Geocache erstellt. Der Multi-Cache führt über interessante Stationen Justus Mösers in Osnabrück – jeweils mit kleiner Erklärung und Rätsel in der Stationsbeschreibung.
Ab 1. Februar 2013 wurde eine erste Sprachlernklasse (SLK) eingerichtet, eine zweite folgte aufgrund der hohen Nachfrage zwischen 1. August 2015 und 31. Juli 2018. Sie wird von einem Team an Lehrkräften geführt, die über eine Qualifikation in Deutsch als Zweitsprache (DaZ) verfügen. Seit 2015 wird an der Möser-Realschule das Deutsche Sprachdiplom der Kultusministerkonferenz (kurz: Deutsches Sprachdiplom oder DSD) abgenommen. Mit dem Titel Schule ohne Rassismus – Schule mit Courage (SOR-SMC) ist die Möser-Realschule 2015 Teil eines europaweiten Netzwerkes geworden, das ein gemeinsames Ziel verfolgt: Sich gemeinsam gegen jede Form von Diskriminierung, Mobbing und Rassismus zu wenden. Der Titel, der von der Organisation SOR-SMC verliehen wird, ist eine Auszeichnung für bisher geleistete Arbeit und eine Selbstverpflichtung für die Zukunft. Die Initiative, diesen Titel zu erlangen, ging von der Schülervertretung der Möser-Realschule aus. Die Fußballmannschaft des VfL Osnabrück (Verein für Leibesübungen von 1899 e. V.) unterstützt als Pate die Aktion der Schule. Mit Beginn des Schuljahres 2020/2021 wird  Islamische Religion als weiteres Unterrichtsfach neben dem der christlichen Konfessionen angeboten.

## Schulstandort
Am 1. Mai 1833 wurde ein Schulgebäude mit zwei Klassenräumen am Schützenwall 1–2 errichtet – heute Bereich Ledenhof. Am 20. November 1899 wurde vom Magistrat der Stadt beschlossen, möglichst im Mittelpunkt der Stadt ein großes Schulgebäude zu errichten, das sämtliche Knaben- und Mädchenklassen der Bürgerschule aufnehmen sollte. Bauplatz wurde das von der Stadt Osnabrück angekaufte große Haus Hakenstraße 10, das in den Jahren 1775–1794 Justus Möser als Wohnung gedient hatte.
Am 1. Mai 1902 wechselte die evangelische Knaben-Mittelschule und die evangelische Mädchen-Mittelschule an den Standort Hakenstraße in Osnabrück – mit inzwischen 871 Jungen und 624 Mädchen. Mit einer Einweihungsfeier mit einem Gottesdienst in der benachbarten St. Katharinen wurde das neue Schulgebäude eröffnet. Friedrich Lehmann hat als Stadtbaurat zur Errichtung des Gebäudes beigetragen. Mit der Auflösung der Orientierungsstufe in Niedersachsen wurde die Schullandschaft in Osnabrück zum 1. August 2004 neu geordnet. Da die Möser-Realschule sich bereits seit mehr als einhundert Jahren im Schulgebäude an der Hakenstraße befand, hatte der Traditionsgedanke für die Schulgemeinschaft einen großen Stellenwert. Die Stadtverwaltung Osnabrück gab den Bedenken der Altstädter Grundschule gegenüber einer möglichen Nachbarschaft einer Hauptschule schließlich nach und favorisierte den Umzug der Möser-Realschule Osnabrück Innenstadt in das Gebäude der ehemaligen Hans-Calmeyer-Orientierungsstufe (Namensgeber: Hans Georg Calmeyer) an die Lotter Straße. Ein entsprechender Stadtratsbeschluss erfolgte am 1. Juli 2003 zum nachfolgenden Schuljahr 2003/2004. Der Umzug führte auch zu einer Namensänderung. Möser-Realschule am Westerberg lautet seitdem die offizielle Bezeichnung – obwohl die Lotter Straße zum Stadtteil Weststadt gehört. Doch der Westerberg ist nur wenige Schritte entfernt. In einem Schulgebäude aus den 1960er Jahren werden die Schüler der Jahrgänge fünf bis zehn unterrichtet.
Seit dem 1. August 2021 werden keine neuen Schülerinnen und Schüler mehr in die fünften Klassen aufgenommen. Das bisherige Angebot der Realschule wird schrittweise aufgehoben und läuft mit den bestehenden Klassen aus. Die Schule ist weiterhin unter ihrer Adresse in Osnabrück aktiv, es finden auch noch Veranstaltungen und Aktivitäten statt, solange die letzten Jahrgänge die Schule besuchen. Die Umstellung ist Teil einer Schulstrukturreform in Osnabrück, bei der Realschulen und Hauptschulen durch Oberschulen ersetzt werden.

## Koedukation
Die Schüler der Möser-Mittelschule sind seit ihrer Gründung 1833 zunächst nach Jungen und Mädchen getrennt unterrichtet worden. Die beiden Zweige wurden nach der Reformpädagogik 1932 zusammengelegt. Auf Anordnung der Reichsregierung wurde 1941 die Schule erneut geteilt in Möser-Mittelschule für Jungen und Möser-Mittelschule für Mädchen, beide Schulen waren jedoch weiterhin in einem Gebäude zusammengefasst. Ein vom Schulverwaltungsamt 1975 gefordertes Votum der Elternschaft zur Einführung der Koedukation an der Schule wurde durch schriftliche Abstimmung eingeholt. Von 410 stimmberechtigten Eltern beteiligten sich 368 (Wahlbeteiligung von 89,75 %). 359 Eltern stimmten für die Einführung der Koedukation, das sind 97,6 %. Auf die Zahl aller Stimmberechtigten bezogen sind das auch noch 87,6 %. Die Gesamtkonferenz sprach sich am 3. Dezember 1976 bei einer Stimmenthaltung für die Einführung der Koedukation aus. Mit der Einführung des koedukativen Unterrichts wurden nun auch Mädchen an der Möser-Realschule für Jungen aufgenommen. Gleichzeitig wurden die Eltern nach einem neuen Namen für die Schule nach Einführung der Koedukation befragt, da die Schule nicht mehr das Attribut „für Jungen“ führen kann. 362 von 368 Eltern sprachen sich für Möser-Realschule aus, was 98,4 % bzw. 88,3 % entspricht. Die Schule erhielt den Namen Möser-Realschule I (Standort: Hakenstraße), neben der Möser-Realschule II (Standort: Kromschröderstraße).

## Landschulheim

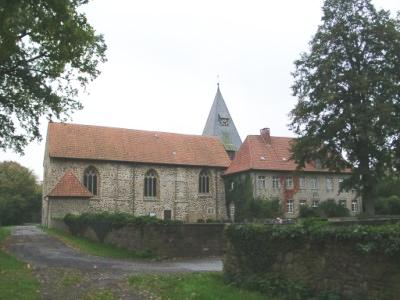
Ehemaliges Kloster Malgarten, 2001

Die Eltern der Möser-Mittelschule gründeten 1929 einen eingetragenen Schulverein, die Schulgemeinde der Möser-Mittelschule zunächst zu dem Zweck, ein Schullandheim im ehemaligen Kloster Malgarten bei Bramsche (Niedersachsen) einzurichten und zu unterhalten. Die Gelder dafür wurden durch Spenden und Mitgliedsbeiträge aufgebracht. Zum 1. Juli 1937 pachtete der Schulverein ein Gebäude der Klosteranlage für zwanzig Jahre und startete den Schullandheimbetrieb. Während des Zweiten Weltkrieges und in der Nachkriegszeit wurde das Gebäude anderweitig genutzt. Nach einer Renovierung nahm die Möser-Mittelschule im September 1950 den Landschulheimbetrieb wieder auf. Mit Ablauf der Pacht wurde Ende 1956 das Schullandheim aufgegeben.

## Schulnamen

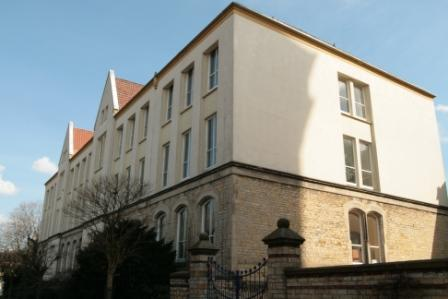
Schulgebäude Hakenstraße 10/11, Osnabrück, 2010

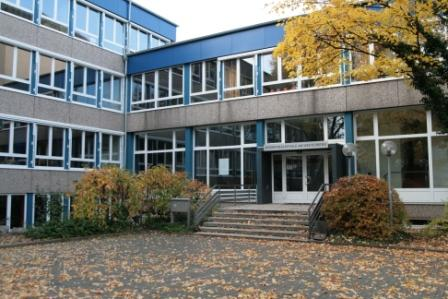
Schulgebäude Lotter Straße 6, Osnabrück, 2009

Im Laufe der Jahrzehnte gab es für die Schule mehrere Namensänderungen (Jahr: Name – Standort – Adresse):
- 1828: Evangelische Bürgerschule (Knaben) und Evangelische Bürgerschule (Mädchen) – Standort Schützenwall 1-2 (heute: Ledenhof), Osnabrück
- 1833: Evangelische Bürger- und Volksschule (Knaben) und Evangelische Bürger- und Volksschule (Mädchen) – Standort Schützenwall 1-2 (heute: Ledenhof), Osnabrück
- 1902: Evangelische Bürger- und Volksschule (Knaben) und Evangelische Bürger- und Volksschule (Mädchen) – Standort Hakenstraße 10/11, Osnabrück
- 1927: Möser-Mittelschule (Knaben) und Möser-Mittelschule (Mädchen) – Standort Hakenstraße 10/11, Osnabrück
- 1932: Möser-Mittelschule – Standort Hakenstraße 10/11, Osnabrück
- 1941: Möser-Mittelschule für Jungen und Möser-Mittelschule für Mädchen – Standort Hakenstraße 10/11, Osnabrück
- 1965: Möser-Realschule (Jungen) und Möser-Realschule (Mädchen) – Standort Hakenstraße 10/11, Osnabrück
- 1975: Möser-Realschule (Jungen) – Standort Hakenstraße 10/11, Osnabrück und Möser-Realschule (Mädchen) – Standort Kromschröderstraße 33, Osnabrück[6]
- 1976: Möser-Realschule I – Standort Hakenstraße 10/11, Osnabrück und Möser-Realschule II – Standort Kromschröderstraße 33, Osnabrück[6]
- 1987: Möser-Realschule Osnabrück Innenstadt – Standort Hakenstraße 10/11, Osnabrück[1]
- 2004: Möser-Realschule am Westerberg – Standort Lotter Straße 6, Osnabrück[3]

## Schulleiter
Evangelische Knaben-Bürgerschule, 1833–1873
- 1. Mai 1833 bis 9. Oktober 1835 – Johann Weber
- 29. September 1833 bis 30. September 1850 – Heinrich Schüren
- 1. Oktober 1850 bis 1. Oktober 1851 – Georg Friedrich Detering
- Ostern 1852 bis 30. September 1867 – Rudolf Volkmar
- 1. Oktober 1867 bis Ostern 1873 – Johannes Christoph Nikolaus Backhaus

Evangelische Knaben-Mittelschule, 1873–1902
- Ostern 1873 bis 30. September 1895 – Johannes Christoph Nikolaus Backhaus
- 1. Oktober 1895 bis 30. September 1902 – Heinrich Grewe

Evangelische Knaben-Mittelschule, 1902–1927
- 1. Oktober 1902 bis 30. September 1906 – Heinrich Grewe
- 1. Oktober 1906 bis 30. September 1927 – Hermann Diekmann

Möser-Mittelschule (Knaben), 1927–1931
- 1. Oktober 1927 bis 30. März 1932 – Hermann Diekmann

Möser-Mittelschule, 1932–1941
- 1. April 1932 bis 31. März 1941 – Heinrich Struß

Möser-Mittelschule (Jungen), 1941–1965
- 1. April 1941 bis 28. Februar 1945 – Albert Lilienthal
- 1. März 1945 bis 30. September 1946 – Fritz Weitkamp
- 1. Oktober 1946 – Ameider
- 1946–1947 – Johannes Schneider
- 1. Oktober 1947 bis 31. März 1948 – Dr. Adolf Zacharias
- 1. April 1948 bis 30. Mai 1949 – Johannes Tillmann
- 1. Juni 1949 bis 31. Juli 1951 – Heinrich Rehbein
- 1. August 1951 bis 31. März 1952 – Ferdinand Wilhelms
- 1. April 1952 bis 31. März 1965 – Dr. Hermann Eggert

Möser-Realschule (Jungen), 1965 bis 31. Juli 1975
- 1. April 1965 bis 31. März 1966 – Dr. Hermann Eggert
- 1. April 1966 bis 31. Juli 1975 – Berthold Herold

Möser-Realschule (Jungen), 1. August 1975 bis 31. Juli 1976
- 1. August 1975 bis 31. Juli 1976 – Berthold Herold

Möser-Realschule I, 1. August 1976 bis 31. Juli 1987
- 1. August 1976 bis 31. Januar 1982 – Berthold Herold
- 1. Februar 1982 bis 30. September 1982 – Klaus Teschke
- 1. August 1982 bis 31. Juli 1987 – Werner Claus

Möser-Realschule Osnabrück Innenstadt, 1. August 1987 bis 31. Juli 2004
- 1. August 1987 bis 31. Januar 2002 – Werner Claus
- 1. Februar 2002 bis 31. Juli 2003 – Wolfgang Tusche
- 1. August 2003 bis 31. Juli 2004 – Fritz-Heinz Ringling

Möser-Realschule am Westerberg, seit 1. August 2004
- 1. August 2004 bis 31. Januar 2012 – Fritz-Heinz Ringling
- 1. Februar 2012 bis 31. Juli 2021 – Markus Gerling
- 1. August 2021 bis 31. Juli 2024 – Anton Klemm (kommissarische Beauftragung)
- 1. August 2024 bis heute – Hale Ünlü-Lachnitt(kommissarische Beauftragung)

## Ehemalige Schülerinnen und Schüler und Lehrkräfte
- Karl Koch (Lehrer und Konrektor der Mösermittelschule (Jungen) – 1. April 1908 bis 30. September 1937)[8]
- Friedrich Vordemberge (Schüler der Ev. Knaben Mittelschule – ab 1904)[9] – deutscher Maler und Hochschullehrer – Träger der Justus-Möser-Medaille der Stadt Osnabrück 1962
- Friedrich Vordemberge-Gildewart (Schüler der Ev. Knaben Mittelschule – ab 1906)[10] – deutscher Grafiker, Maler und Bildhauer – Träger der Justus-Möser-Medaille der Stadt Osnabrück 1955
- Hermann van Pels (Schüler der Ev. Knaben Mittelschule – ab 1908)[11] – gehörte zu den acht Untergetauchten im Hinterhaus, die durch das Tagebuch der Anne Frank weltbekannt wurden
- Ludwig Bäte (Lehrer an der Möser-Mittelschule – 1928–1945) – Träger der Justus-Möser-Medaille der Stadt Osnabrück 1944
- Walter Hobein (Lehrer an der Möser-Mittelschule) – Künstler[12]
- Lisa Volmer (Schülerin bis 1936) – deutsche Politikerin (SPD) und Abgeordnete des Ernannten Hannoverschen und des Ernannten Landtages von Niedersachsen 1946–1947
- Carl Altehage (Lehrer an der Möser-Mittelschule – 1937–1962) – Botaniker und Naturschützer[13]
- Hanns-Gerd Rabe (Lehrer an der Möser-Mittelschule – 1945) – Schriftsteller
- Lotte Klemm (Lehrerin – Kunst und Sport – an der Möser-Mittelschule [Mädchen] von 1919–1959)[14]
- Daniel Thioune (Schuler an der Möser-Realschule Innenstadt – 1990–1992) – Fußballspieler und heutiger Trainer
- Patrick Sommer (Schüler an der Möser-Realschule Innenstadt – 1984–1989) – Hörfunkjournalist

## Belege
- Staatsarchiv Osnabrück – Landschulheim der Möserrealschule – Dep 104 III Akz. 19/92 Nr. 132.
- Staatsarchiv Osnabrück – Möser-Mittelschule 1913–1932 – Rep 430 Dez 400 Nr. 2258.
- Staatsarchiv Osnabrück – Möser-Realschule 1926–1965 – Erw A 18 Nr. 171.
- Staatsarchiv Osnabrück – Foto Möser Mittelschule 1930 – K 61a Hakenstraße Nr. 16 H.
- Staatsarchiv Osnabrück – Chronik der evangelischen Knabenbürgerschule / Mösermittelschule 1906–1936 Enthält: Eintragungen des Rektors Diekmann und des Rektors Struß – Dep 3 b IV Akz. 2013/077 Nr. 14.
- Staatsarchiv Osnabrück – Nachrichten über die evangelische Bürgerschule zu Osnabrück (1833–1902) verfasst von Konrektor Böckmann – Dep 3 b IV Akz. 2013/077 Nr. 27.
- Hoffmeyer, Ludwig: Das königliche evangelische Lehrerseminar zu Osnabrück eine Festschrift zur Jubelfeier seines hundertjährigen Bestehens am 2. Juli 1910, Osnabrück 1910 (Universitätsbibliothek Osnabrück 700$1706-2798).
- Hoffmeyer, Ludwig: Geschichte der evangelischen Volks- und Bürgerschulen der Stadt Osnabrück, Osnabrück 1920 (Universitätsbibliothek Osnabrück 700$1706-2785).
- Schulamt der Stadt Osnabrück: Einhundert Jahre Osnabrücker Mittelschule – Festschrift, Osnabrück, 1933.